# Mark Little (Fußballspieler)
Mark Little (* 20. August 1988 in Worcester) ist ein englischer Fußballspieler.

## Sportlicher Werdegang
Der junge Mark Little begann seine fußballerische Laufbahn in der Akademie der Wolverhampton Wanderers und war Teil der Jugendmannschaft, die 2005 ins Halbfinale des FA Youth Cups einzog. Er unterzeichnete an seinem 17. Geburtstag den ersten – über drei Jahre dotierten – Profivertrag und entwickelte sich in der Saison 2005/06 zum Stammspieler in der Reservemannschaft. Im April 2006 saß er erstmals auf der Ersatzbank des Profiteams, kam aber vorerst noch nicht zum Einsatz.
Die nächsten Entwicklungsschritte folgten in der Spielzeit 2006/07. Gegen den FC Chesterfield absolvierte Little am 23. August 2006 im Ligapokal sein erstes Pflichtspiel für die erste Mannschaft (0:0); am 10. September 2006 wechselte ihn der neue Trainer Mick McCarthy in einem Zweitligaspiel gegen Leeds United (1:0) auf der Position des linken Verteidigers erstmals ein. Mit insgesamt 26 Ligaeinsätzen etablierte er sich letztlich zwischen November 2006 und Anfang Februar 2007 als rechter Außenverteidiger. Darüber hinaus war Little in dieser Zeit dauerhaft in der englischen U-19-Auswahl vertreten, nachdem er zuvor bereits für die U-17- und U-18-Mannschaft gespielt hatte.
In der Saison 2007/08 sorgte vor allem die Verpflichtung des Iren Kevin Foley dafür, dass Little die rechte Abwehrseite dauerhaft verwehrt blieb und so entschlossen sich die „Wolves“ im Januar 2008 dazu, den eigenen Nachwuchsspieler auszuleihen. Ziel war der Drittligist Northampton Town und aus anfänglich einem Monat wurde eine Ausleihfrist von einem Vierteljahr. Nach seiner Rückkehr blieb ihm weiter der Zugang zur Profielf in Wolverhampton versperrt, so dass die „Cobblers“ zwischen Oktober und November 2008 ein weiteres Mal leihweise auf Littles Dienste zurückgriffen. In der Aufstiegssaison 2008/09 war Little in keinem Pflichtspiel bei den „Wolves“ vertreten, wofür auch eine Knieverletzung mitverantwortlich war, die er sich während seiner zweiten Zeit in Northampton zugezogen und ihn nach einer Operation bis Ende Februar 2009 außer Gefecht gesetzt hatte. Auch zu Beginn der Spielzeit 2009/10 konnte sich Little nicht in der ersten Mannschaft durchsetzen und so lieh ihn der Klub ab Oktober 2009 bis zur Jahreswende an den Viertligisten FC Chesterfield aus. Im März 2010 folgte mit dem Zweitligaabstiegskandidaten Peterborough United die nächste Leihfrist und nach Ablauf der Saison 2009/10 heuerte er dort trotz des Abstiegs in die drittklassige Football League One per neuem Dreijahresvertrag an.
Am 25. Juni 2014 wechselte Little zu Bristol City.